# Axel Hansson Wachtmeister
Axel Hansson Wachtmeister, född 19 september 1855 i Karlskrona stadsförsamling, Blekinge län, död 6 juni 1926 i Nättraby församling, Blekinge län, var en svensk greve, militär och politiker (högern) samt landshövding i Blekinge län 1900–1923.

## Biografi
Wachtmeister var son till greve Hans Wachtmeister och friherrinnan Ebba De Geer af Finspång, och bror till Hans Hansson Wachtmeister. Wachtmeister avlade mogenhetsexamen i Karlskrona 6 juni 1874, officersexamen vid Krigsskolan 26 oktober 1876 och blev löjtnant vid Livregementets dragoner 24 november samma år, löjtnant 10 april 1885 samt ryttmästare 1 maj 1896. Han blev disponent för Torsåker och Harg i Uppland 1897 och slutligen landshövding i Blekinge län 8 september 1900.
Wachtmeister var ledamot av riksdagens första kammare 1905–1926, år 1921 invald i Blekinge läns valkrets, därefter invald i Blekinge läns och Kristianstads läns valkrets.
Wachtmeister gifte sig den 10 oktober 1885 med Clara Emma Louise Carleson (född 1865), dotter till justitierådet Edvard Henrik Carleson och Marie Louise Arfwedson. De fick barnen: Axel Hans Edvard Axelsson (född 1886), löjtnant vid Livgardet till häst; Arvid Albrekt Axelsson (född 1889), jur. kand. och fil. lic.; Louise Ebba Elisabeth (född 1894).